# Henri Farbos
Henri Farbos (Mont-de-Marsan, 1er août 1894 - Mont-de-Marsan, 21 mai 1964) est un industriel et pilote français, fondateur de l'Aéro-club des Landes à Mont-de-Marsan en 1928.

## Biographie
Il naît le 1er août 1894 à Mont-de-Marsan. Il étudie au lycée Victor-Duruy puis à l’école de chimie de Bordeaux. Après un séjour en Angleterre, il entre dans l’entreprise familiale de produits résineux. Pendant la Première Guerre mondiale, il est envoyé, comme Cel le Gaucher, dans l’armée d'Orient. À son retour, il est élu premier adjoint du maire de Mont-de-Marsan Louis Tixier.
Il se passionne pour l’aviation, et passe son brevet de pilote en 1927 à Issy-les-Moulineaux. Le 5 janvier 1928, il fonde l’aéro-club des Landes, dont il devient le président. Il meurt le 21 mai 1964.
En 1934, il décide d’installer un véritable aérodrome inauguré par le ministre général Victor Denain. L’école de pilotage forme des aviateurs et des aviatrices dont deux deviennent célèbres, Hélène Boucher et Andrée Dupeyron. Elles suivent ainsi les traces d’Adrienne Bolland qui séjourne fréquemment à Mont-de-Marsan. En 1938, afin de faciliter la formation des pilotes, il fonde la coupe des Ailes.

### Carrière dans l'administration
Henri Farbos est aussi un administrateur. Pendant 30 ans, il siège comme adjoint au maire de Mont-de-Marsan. Il est président du Rotary Club, du Stade montois, du bureau d’aide sociale, membre de la Chambre de commerce et d'industrie des Landes, du conseil d’administration de la Caisse des Allocations familiales, conseiller de la Banque de France. Il est enterré au cimetière du Centre de Mont-de-Marsan.